# نیکولائفسک، آلاسکا
نیکولائفسک (به انگلیسی: Nikolaevsk) شهری در بخش شبه‌جزیره کنای ایالت آلاسکا است که جمعیت آن در سرشماری سال ۲۰۰۰ میلادی ۳۴۵ نفر بوده‌است.